# Bernard IV d'Anhalt-Bernbourg
Pour les articles homonymes, voir Bernard IV.
Bernard ou Bernhard IV est un prince de la maison d'Ascanie mort le 28 juin 1354. Il règne sur la principauté d'Anhalt-Bernbourg de 1348 à sa mort.

## Biographie
Bernard IV est le fils ainé du prince Bernard III d'Anhalt-Bernbourg et de  sa première épouse Agnès, fille de l'électeur Rodolphe Ier de Saxe. Après la mort de son père en 1348, Bernard hérite de la principauté d'Anhalt-Bernbourg comme unique prince régnant, excluant les droits de ses frères cadets Henri et Othon. Il adopte également le titre de « margrave de Landsberg », bien que ce margraviat ait été acquis par la maison de Wettin en 1347.

## Mariage
Bernard est fiancé peu de temps avant sa mort avec Béatrice (née au Château de la Wartbourg le 1er septembre 1339 et morte à Seußlitz le 25 juillet 1399), fille du margrave Frédéric II de Misnie. Leur union (si elle a eu lieu) ne semble avoir été que légale et non consommée. Bernard meurt sans descendance, son frère Henri lui succède. Veuve, Béatrice de Misnie prend le voile et devient plus tard abbesse de Seußlitz près de Weissenfels.